# Johan Norberg
Johan Norberg (Estocolmo, Suecia; 27 de agosto de 1973) es un escritor e historiador sueco, promotor del capitalismo global (globalización y capitalismo), de la inmigración y de las libertades individuales. Se crio en el distrito de Hässelby.
Tras una etapa militando en el anarquismo de izquierda, descubrió el libertarismo de John Locke, Frédéric Bastiat, Ludwig von Mises y Ayn Rand, entre otros. Fue miembro del think tank Timbro desde 1999 hasta 2006, desde el que abogó por la globalización y las reformas liberalizadoras, labor que ahora realiza desde el Centre for the New Europe.
Es el autor del libro En defensa del capitalismo global, publicado en español por Unión Editorial en 2005, y es productor del documental para televisión Globalisation is Good, que fue emitido por el Channel 4 británico y del que existe una campaña para intentar su emisión en el programa Documentos TV del canal público estatal TVE. Fue finalmente emitido por la televisión pública madrileña Telemadrid el 8 de enero de 2007. En la actualidad es académico titular del Instituto Cato.
Está casado con la periodista sueca Sofia Nerbrand, con quien tiene un hijo.

## Publicaciones
- (2001) In Defense of Global Capitalism (ISBN 1930865473). Hay traducción al español: En defensa del capitalismo global (ISBN 84-7209-421-9), Unión Editorial, Madrid, 2005.